# マクスウェルの定理 (幾何学)

同じ印のついた線分は平行。
三角形の辺と平行な、のチェバ線が一点で交わるとき、三角形の辺と平行な、のチェバ線は一点で交わる。

幾何学における、マクスウェルの定理（マクスウェルのていり、英: Maxwell's theorem）は次の事柄を主張する定理である。
三角形ABCとその辺上にない点Vについて、B'C',C'A',A'B'とそれぞれBC,CA,ABが平行になるような△A'B'C' を取る。このときそれぞれA',B',C'を通りB'C',C'A',A'B'に平行な直線は共点である。
この定理は物理学者であるジェームズ・クラーク・マクスウェルにちなんで名付けられた。

対平三角形

また、△ABC,△A'B'C' は対平（Parallelogic）であるという。

## 双対
マクスウェルの定理の双対は次の定理である。
△ABCの横断線がBC,CA,ABとA1,B1,C1で交わり、別の三角形A'B'C'を、それぞれB'C',C'A',A'B'とAA1,BB1,CC1が平行になるように作る。それぞれA',B',C'を通るBC,CA,ABに平行な直線とB'C',C'A',A'B'の交点をA2,B2,C2とすれば、A2,B2,C2は共線である。